# Delft Instruments
Delft Instruments was een bedrijf, dat van 1990-2007 heeft bestaan. Het ontstond in 1990 door een fusie van Oldelft (omzet 243 MDfl, winst 12,6 MDfl(1988), 1200 FTE) en Enraf-Nonius(omzet 175 MDfl, winst 4,5 MDfl(1988), 1000 FTE), beide uit Delft, in de Nederlandse provincie Zuid-Holland. In 1998 had het bedrijf 1200 medewerkers en vestigingen over de gehele wereld. Het hoofdkantoor was ook in Delft gevestigd.

## Productgroepen
De volgende productgroepen werden in 1997 onderscheiden:
NucletronIn 1994 trad Nucletron toe tot de groep. Dit in Veenendaal gevestigde bedrijf is gespecialiseerd in apparaten voor radiotherapie. Het werd in 1975 door Eric van 't Hooft opgericht met als doel een bestralingstoestel voor brachytherapie te ontwikkelen en te fabriceren. Oorspronkelijk als eenmanszaak opgezet, werd het in 1977 een BV en in 1983 een holding. De apparaten die onder het merk Selectron werden goed verkocht en in 1994 werd het duizendste toestel verkocht.
Enraf-NoniusDeze afdeling levert apparaten voor passieve en actieve fysiotherapie, waaronder hoogfrequent-elektrotherapie en ultrageluidtherapie.
OldelftDeze afdeling levert beeldvormende systemen, zoals voor röntgentoepassingen.
Delft Sensor SystemsDeze afdeling is gespecialiseerd in opto-elektronische apparatuur.
EnrafDeze afdeling levert high end niveaumeters en dergelijke voor de aardolie- en petrochemische industrie.
DEPDelft Electronic Products DEP levert apparatuur voor endoscopie en beeldversterkers voor civiele en militaire toepassingen.
NoniusNonius werd in 1948 opgericht voor de ontwikkeling en productie van fijnmechanische instrumenten voor onder andere Röntgendiffractie door de Enraf directeur A.G. Hoekstra. Het nieuwe bedrijf had één medewerker, Simon Poot. Enraf produceerde in die tijd Röntgen-generatoren en het werd toen ook duidelijk dat de exportmarkt voor die apparatuur in Nederlands-Indië zou instorten. Ook bleek voor de verkopers van Enraf dat de markt voor wetenschappelijke instrumenten, die gebruik maakten van Röntgen-straling, potentie had. Nonius BV leverde apparatuur voor röntgendiffractie, waarmee de structuur van chemische moleculen en eiwitten in kristallijne vorm kan worden onderzocht. Het was succesvol met een eenkristaldiffractometer met Charge-coupled device (CCD) detector, de KappaCCD. In 2001 werd deze tak overgenomen door Bruker AXS uit Karlsruhe. Na een aanvankelijke grote uitbreiding van de productiecapaciteit in Delft werd  die vestiging daarna in stappen gereduceerd tot een verkoopkantoor voor de Nederlandse markt. Dat verkoopkantoor verhuisde later naar Leiderdorp. Van de Nonius-producten bleef alleen het Kappa-as principe in productie in Karlsruhe.

## Levering nachtkijkers aan Irak
Tijdens de Golfoorlog van 1990-1991, troffen Amerikaanse militairen, aan het front in Koeweit, op Iraakse stellingen geavanceerde nachtzichtapparatuur van Delft Instruments aan. Bestuursvoorzitter Rinze Kingma erkende dat het bedrijf de nachtkijkers via een Belgische dochter aan Irak had geleverd, maar het had geen Amerikaanse onderdelen in de kijkers mogen verwerken, omdat daarvoor een vergunning van de autoriteiten nodig was. De leveranties aan Irak maakten deel uit van een order van 55 miljoen gulden. De eerste vier nachtzichtkijkers werden geleverd tussen december 1989 en december 1990. Voor de eerste leveringen was een exportvergunning afgegeven door de Belgische autoriteiten, maar bij de laatste levering was al vier maanden een algeheel wapenembargo tegen Irak van kracht. De Verenigde Staten besloten direct tot een boycot van het bedrijf. In de VS maakte Hughes Electronics nachtzichtapparatuur die kwalitatief echter niet kon tippen aan die van waar 'made in Delft' opstond.
Met de boycot mocht Delft Instruments geen essentiële onderdelen meer importeren die in de VS werden gemaakt en ook geen niet-militaire producten leveren aan bedrijven in de VS. De boycot, die later werd afgezwakt en uiteindelijk werd opgeheven, heeft het bedrijf tientallen miljoenen guldens gekost. Nadat het openbaar ministerie, vanwege die grote verliezen, besloot het bedrijf niet te vervolgen voor overtreding van de In- en Uitvoerwet, moest minister Hirsch Ballin onder druk van de Tweede Kamer de beslissing herzien. Vervolgens besloot justitie te wachten op de uitkomst van een Amerikaans strafrechtelijk onderzoek. In de Verenigde Staten leidde de strafvervolging van Delft Instruments uiteindelijk in juli 1992 tot een schikking van 3,3 miljoen dollar of 5,3 miljoen gulden.

## In handen van private-equity-investeerders
Investeringsmaatschappij AlpInvest Partners bracht op 1 maart 2004 een bod uit van 152 miljoen euro, dit was 17,50 euro per stuk, op alle aandelen Delft Instruments. Het bedrijf telde op dat moment 1.200 werknemers en behaalde een jaaromzet van 237 miljoen euro. De directie van Delft Instruments en aandeelhouders die samen 52% van de aandelen bezitten, hebben al toegezegd het bod te zullen steunen. Na de overname blijft Delft Instruments zelfstandig en de huidige directie blijft zitten. De overname door de private-equity-investeerder had een groot gevolg voor de financiële positie van het bedrijf. Voor de overname was deze zeer gezond. Delft Instruments had 7 miljoen euro aan langlopende schulden tegenover een eigen vermogen van 96 miljoen. Na de overname is de schuld gegroeid tot 155 miljoen en het eigen vermogen gedaald naar 6,8 miljoen euro. Door de verkoop van vastgoed en bedrijfsonderdelen moeten de leningen worden terugbetaald. De groep werd in twee divisies gesplitst: "Delft Medical" en "Delft Industrial" en de ene afdeling na de andere werd verzelfstandigd of overgenomen.
In 2005 werden de optische activiteiten van Delft Electronic Products opgenomen in de Franse Photonisgroep, terwijl daarnaast een aantal andere werkmaatschappijen ontstonden.
In 2007 verzelfstandigde Nucletron zich via een managementbuy-out. De belangrijkste aandeelhouders na de buy-out bleven de partners die eerder heel Delft Instruments hadden overgenomen. Enraf Holding, de fabrikant van apparatuur voor de olie- en petrochemische industrie, werd in hetzelfde jaar gekocht door Honeywell. Volgens een apart bericht van Honeywell bedraagt de verkoopprijs $ 260 miljoen. In 2006 boekte Enraf een omzet van ongeveer € 100 miljoen. Delft Instruments keert na de verkoop een interimdividend uit van 298 miljoen euro.
Nucletron werd voortgezet door Advent en Alpinvest. Directie en personeel kreeg een aandelenbelang van 18% na de buy-out. In 2011 werd Nucletron door het Zweedse Elekta overgenomen. Elekta betaalde 365 miljoen euro, maar nam de schulden en het aanwezige kasgeld van Nucletron niet over. In 2010 behaalde Nucletron een omzet van 128 miljoen en een EBITDA van 26 miljoen euro. Na aflossing van de schulden van naar schatting 120 miljoen resteert 245 miljoen euro voor de aandeelhouders van Nucletron.
In 2017 blies een Nederlandse private-equity-investeerder Delft Instruments N.V. nieuw leven in met als doel baanbrekende Nederlandse technische concepten en vindingen tot commerciële toepassingen te ontwikkelen en deze internationaal te vermarkten. Delft Instruments N.V. richt zich op nieuwe Nederlandse ontwikkelingen op het gebied van medical imaging, safety screening, tactische defensiesystemen en de Thorium Molten Salt-technologie.